# Masayuki Mita
Masayuki Mita (見田 雅之 Mita Masayuki?), född 5 oktober 1969 i Miyagi prefektur, är en japansk tidigare fotbollsspelare.
Mita började sin karriär 1992 i Gamba Osaka. 1996 flyttade han till Sony Sendai FC. Han avslutade karriären 2001.